# Berlin-Pavillon (Reichstag)

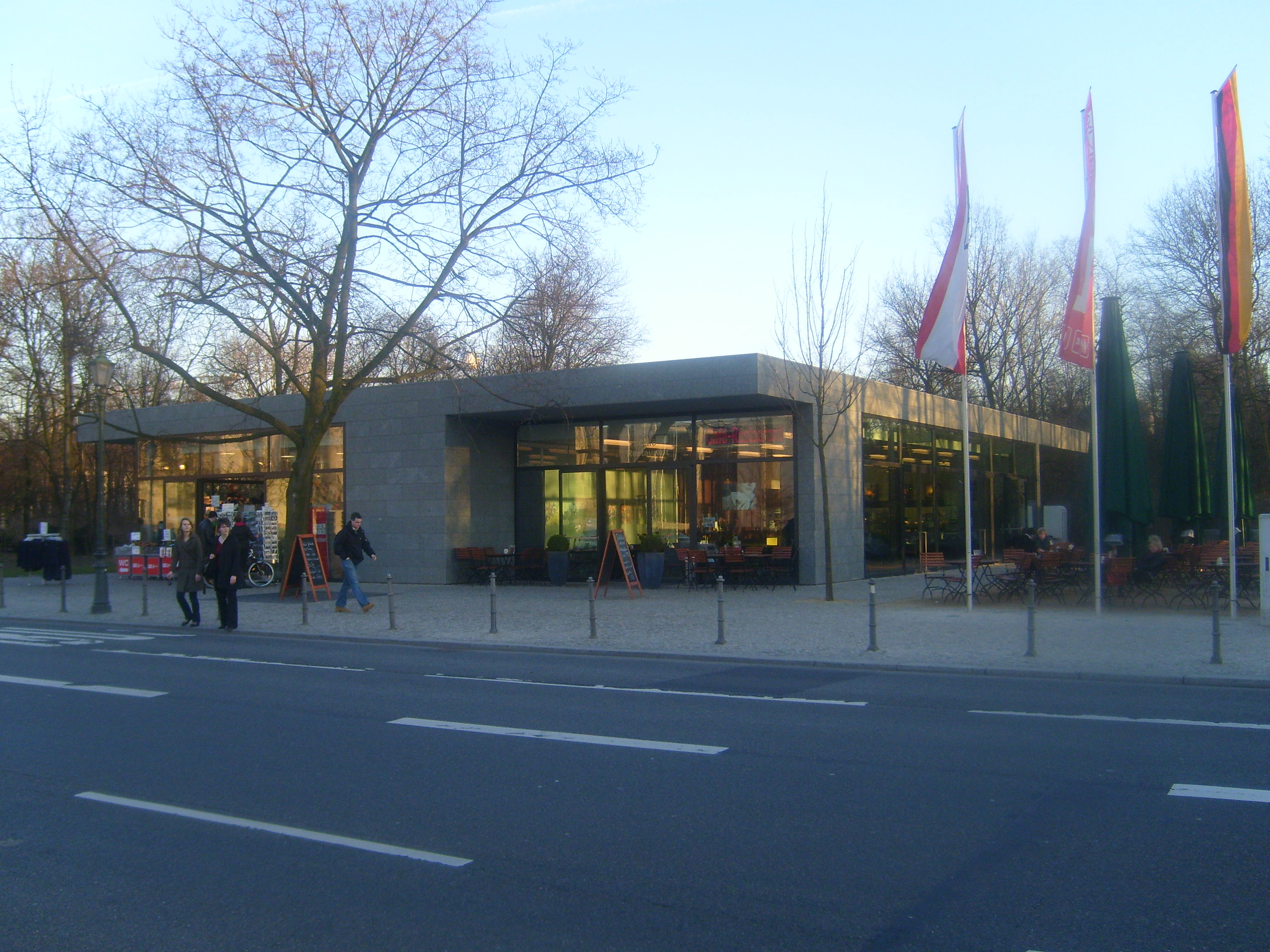
Berlin-Pavillon am Reichstag

Der Berlin-Pavillon ist ein Glas-Flachgebäude in der Scheidemannstraße 1 im Berliner Ortsteil Tiergarten. Es wurde am 20. Juli 2006 gegenüber dem Reichstagsgebäude eröffnet und beinhaltet Geschäfte, Informationsschalter, ein Bistro (100 Sitzplätze innen, 300 außen) sowie 25 Toiletten.
Der ursprüngliche, rechtzeitig zur Fußball-Weltmeisterschaft 2006 vorgesehene, Eröffnungstermin konnte nicht eingehalten werden. Sowohl der Zeit-, als auch der Kostenplan wurden deutlich überschritten, da während der Bauarbeiten nicht verzeichnete unterirdische Leitungen gefunden wurden. Statt der geplanten zwei Millionen, kostete das Bauwerk rund 2,5 Millionen Euro.